# Hymenostylium
Hymenostylium (deutsch Deckelsäulchenmoos) ist eine Gattung von akrokarpen Laubmoosen aus der Familie Pottiaceae.

## Merkmale
Die Pflanzen sind schlank, aufrecht, oft verzweigt, mehr oder weniger dreizeilig beblättert und wachsen in dichten, oben gelbgrünen bis dunkelgrünen, innen hell- bis schmutzigbraunen Rasen, die meist einige Zentimeter, selten bis um 10 Zentimeter hoch werden. Der Stämmchenquerschnitt weist keinen Zentralstrang auf. Die Blätter sind gekielt, lanzettlich bis linealisch lanzettlich und oben zugespitzt, feucht aufrecht abstehend bis abstehend und trocken verbogen und gedreht. Die Blattränder sind meist ganzrandig, flach oder zurückgebogen. Die Blattrippe reicht bis zur Blattspitze oder tritt kurz aus. Der Querschnitt der Rippe zeigt zwei Stereidenbänder (aus englumigen, dickwandigen Zellen), die Oberseite (ventral) hat keine Epidermis. Die Blattzellen sind unten rechteckig, oben unregelmäßig kurz rechteckig bis quadratisch oder rhomboidisch.
Die Geschlechterverteilung ist diözisch. Die Seta ist aufrecht und 0,5 bis 1 Zentimeter lang, die Kapsel ist eiförmig und bis 1 Millimeter lang. Ein Peristom fehlt. Der Kapseldeckel ist lang und schief geschnäbelt, er wird bei der Sporenreife durch die Kolumella emporgehoben und fällt erst später ab.

## Standortansprüche und Verbreitung
Die Arten der Gattung sind weltweit verbreitet. Sie wachsen an Kalkfelsen entlang von Flüssen, in der Nähe von Wasserfällen oder ähnlichen Standorten.

## Arten
Weltweit gibt es etwa 20 Arten. In Europa sind die folgenden Arten vertreten:
- Hymenostylium gracillimum (nur aus den Alpen bekannt)
- Hymenostylium recurvirostrum
- Hymenostylium xerophilum (nur in Österreich und der Republik Karelien in Nordwestrussland)